# Authadistis nyctichroa
Authadistis nyctichroa är en fjärilsart som beskrevs av George Francis Hampson 1926. Authadistis nyctichroa ingår i släktet Authadistis och familjen nattflyn. Inga underarter finns listade i Catalogue of Life.